# Vin jaune
Pour le vin jaune chinois, voir Huangjiu.
Le vin jaune est un vin de voile produit dans le vignoble du Jura, en France. Vin blanc sec de longue garde, il est exclusivement issu du cépage savagnin et l'une de ses particularités est d'être embouteillé en clavelin.

## Caractéristiques organoleptiques et associations culinaires
Le composé aromatique caractéristique du vin jaune est le sotolon. Au terme d'une très longue période d'élevage en rancio sous voile de levures, ce vin développe des arômes et flaveurs complexes : noix, noisette, amande, pain grillé, miel, cannelle, vanille, caramel, pain d'épices, céleri, curry…
Le vin jaune s'associe particulièrement aux mets suivants : truite au bleu, truite au vin jaune, poularde aux morilles, croûte aux morilles, coq au vin jaune, poulet à la comtoise, potée comtoise, foie gras, comté…

## Historique et traditions
Lors d'une rencontre avec Metternich en la résidence de ce dernier au Domaine Johannisberg, Napoléon III après avoir dégusté l'un des vins produits par ce domaine aurait affirmé « avoir bu le meilleur vin du monde ». Metternich lui aurait rétorqué : « Le meilleur vin du monde est produit dans un petit canton de votre empire : à Château-Chalon… ».
Le 13 novembre 1994, une bouteille de vin jaune de 1774 (vinifié sous Louis XVI), médaillée d'or à l’exposition universelle de 1867, a été débouchée au château Pécauld à Arbois ; elle s'est avérée d'une tenue remarquable. En outre, une bouteille du même millésime a été adjugée pour 57 000 € à une vente aux enchères le 6 février 2011. Une bouteille de ce même millésime a été vendue le 26 mai 2018 aux enchères à Lons-le-Saunier au prix de 107 700 €,.
La Percée du vin jaune, surnommé localement l'« or du Jura », est une fête viticole ayant lieu les premiers samedi et dimanche de février. Organisée à tour de rôle par l'une des communes productrices de vin jaune (à l'instar de la fête de la Saint-Vincent tournante), elle célèbre la « mise en perce » des premiers tonneaux ayant achevé la maturation du vin au terme d'une période d'élevage de six ans et trois mois.

## Terroir viticole

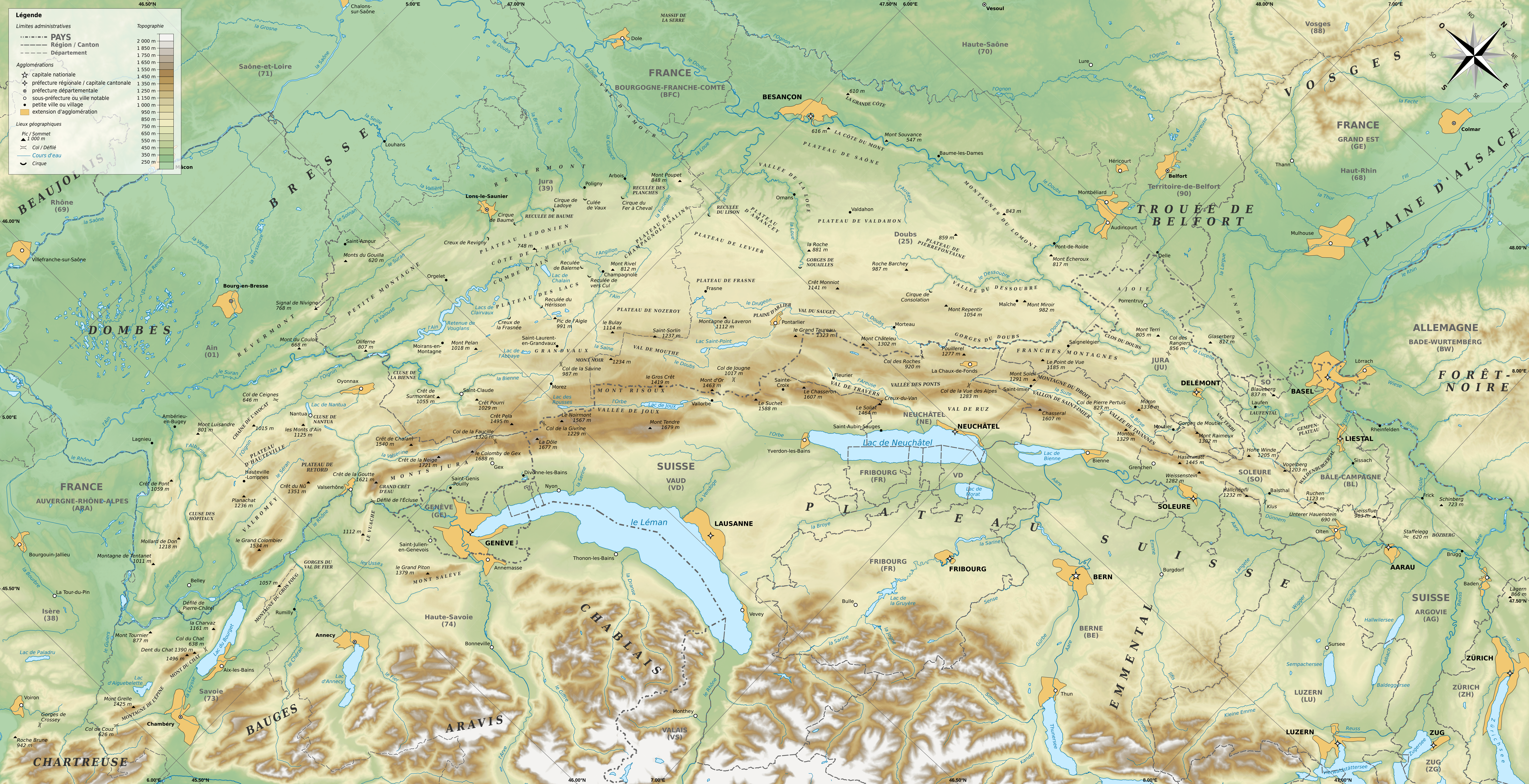
Carte topographique du massif du Jura.

### Localisation et typologie édaphologique
Occupant un secteur de la partie occidentale du massif du Jura, le terroir viticole du vin jaune est semi-montagnard. Il est exclusivement limité à un substrat de marne bleue recouvert de calcaires détritiques convenant au savagnin, dont le périmètre est défini comme suit : Lons-le-Saunier au sud, Poligny et Arbois au nord, ainsi qu'Arlay et L'Étoile à l’ouest. Outre Château-Chalon, le vin jaune est produit sur les territoires des communes suivantes (liste non exhaustive) : Arbois, Mesnay, Arlay, Bréry, Domblans, L'Étoile, Menétru-le-Vignoble, Nevy-sur-Seille, Passenans, Poligny, Saint-Lothain et Voiteur.

### Climatologie
La partie occidentale du massif du Jura, dont le vignoble du vin jaune occupe un secteur, est sous une double-influence climatique : une dominante de type océanique dégradé associée à une influence de type montagnard. Cette typologie climatique est caractérisée par des hivers rudes (fortes gelées, neige) ainsi que des étés chauds et secs, avec une forte variabilité tant au cours d'une saison que d'une année sur l'autre.

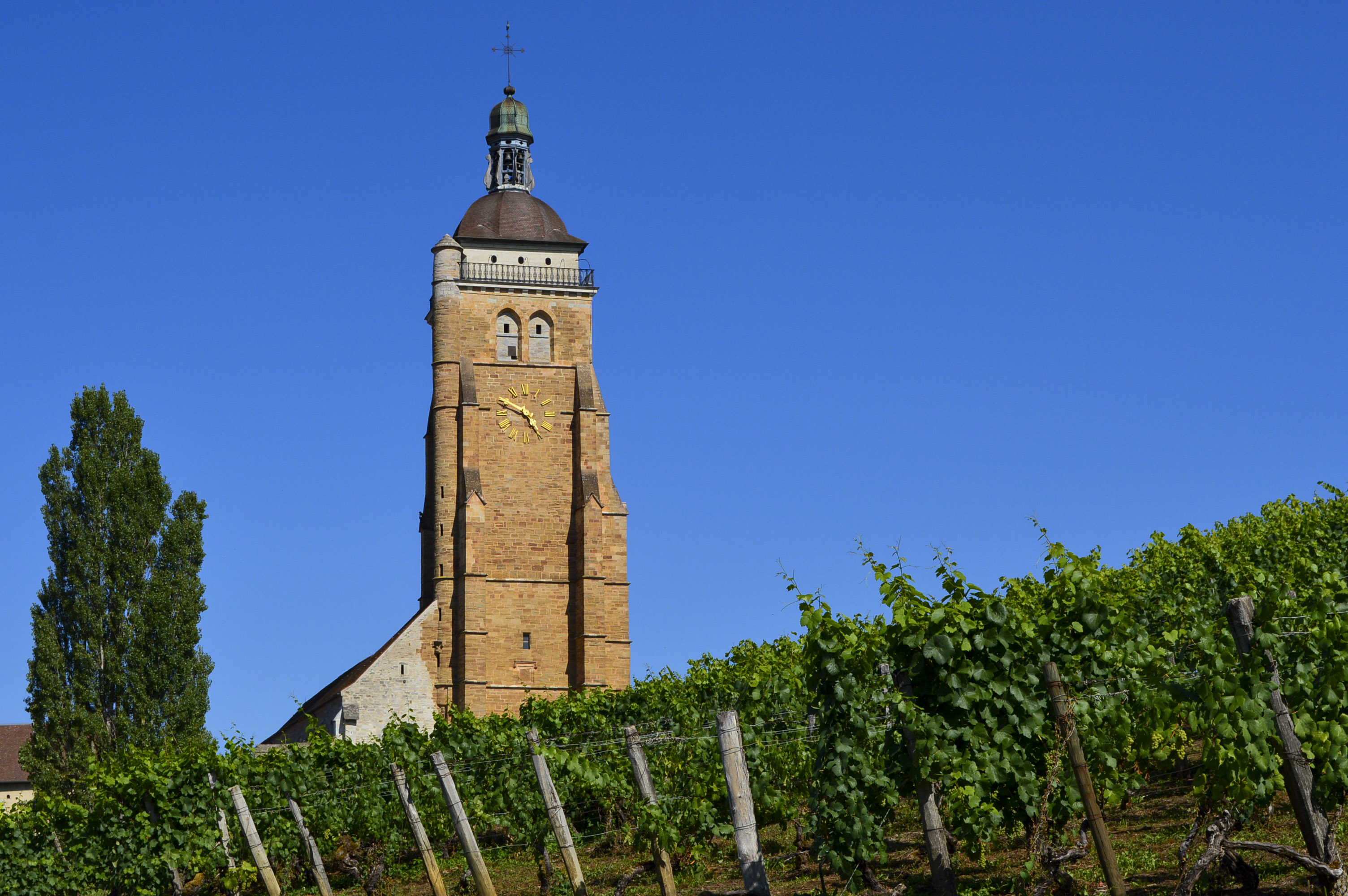
Parcelle de vignes planté devant le clocher de l'église Saint-Just d'Arbois, dans le Jura.

Avec 1 108 mm de précipitations annuelles moyennes, le vignoble du Jura est le plus arrosé de France continentale, la plupart des vignobles français recevant en moyenne moins de 900 mm de précipitations par an[réf. nécessaire]. Toutefois, ce vignoble bénéficie d'un bon ensoleillement avec une moyenne annuelle de 1 872 heures.

### Appellations
Les appellations d'origine autorisant la production du vin jaune (leur cahier des charges autorise de rajouter « vin jaune » comme mention complémentaire au nom de l'AOC) sont les suivantes : château-chalon (AOC), arbois (et arbois-pupillin), l'étoile ainsi que les côtes-du-jura.

## Vinification

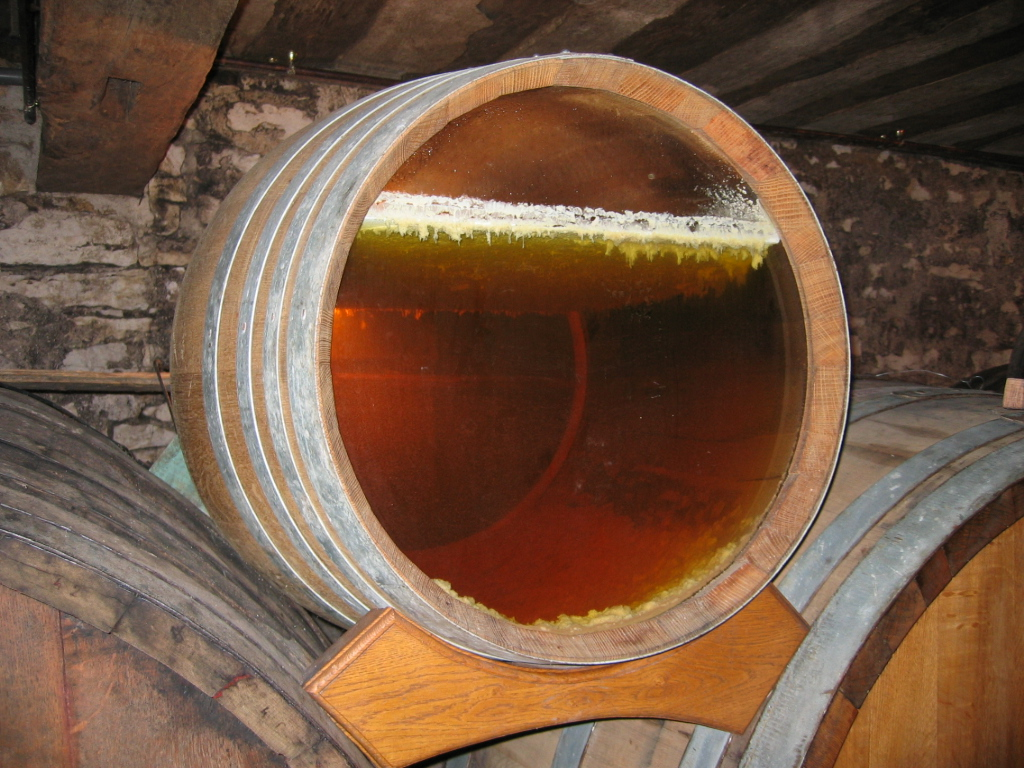
Fût de vin jaune en cours de maturation présentant un voile de levures.

Le savagnin est vendangé surmûri (voire atteint de pourriture noble) durant la seconde quinzaine d’octobre, puis son moût est vinifié en vin blanc sec.
Le vin ayant achevé sa fermentation malolactique, sans avoir été sulfité ni débourbé, est élevé dans un chai aéré sous fûts de chêne usagés facilitant un levurage naturel (fûts de 228 litres ayant déjà contenu généralement du vin jaune ou du vin de Bourgogne). Durant cet élevage, les fûts ne sont pas complètement remplis et la « part des anges » n'est pas compensée par ouillage pour permettre une « prise de voile » et la conservation du voile de levures en résultant, à l'instar notamment de l'élevage du xérès.
Le biofilm aérobie (de type mycoderma vini) se développant à la surface du vin est constitué par une colonie de levures saccharomyces bayanus qui asphyxie les bactéries acétiques risquant de provoquer une piqûre acétique. En permettant ainsi de maîtriser l'acidité volatile du vin, ce voile de levures autorise un élevage oxydatif en rancio légal de six ans et trois mois.
Cet élevage très long du vin lui apporte une palette d'arômes et de flaveurs complexe : rancio (dû notamment à la présence de sotolon), boisé, arômes résultant du voile de levures… En outre, les réactions physico-chimiques résultant de cet élevage spécifique confèrent au vin jaune une excellente capacité d'évolution à la garde.
Au terme de son élevage, le vin arborant sa coloration mordorée est embouteillé en clavelins, dans lesquels il est à même de se conserver pendant de nombreuses décennies.